# Bruno Galliker
Bruno Galliker, né le 29 décembre 1931 à Emmenbrücke et mort le 27 mai 2020 à Zurich, est un athlète suisse spécialiste du 400 mètres haies. 

## Biographie
En 1958, aux Championnats d'Europe, Bruno Galliker remporte le bronze sur 400 m haies, derrière le Soviétique Yuriy Lituyev et le Suédois Per-Ove Trollsås.
Deux ans plus tard, aux Jeux olympiques, il se classe 6e du 400 m haies. Cette même année, il reçoit le titre de Sportif suisse de l'année.
Aux Championnats d'Europe de 1962, il remporte une nouvelle médaille de bronze, sur 4 x 400 m, associé à ses compatriotes Jean-Louis Descloux, Marius Theiler et Hansruedi Bruder.

### Palmarès
| Date | Compétition           | Lieu      | Résultat | Épreuve     | Performance  |
| ---- | --------------------- | --------- | -------- | ----------- | ------------ |
| 1958 | Championnats d'Europe | Stockholm | 3e       | 400 m haies | 51 s 8       |
| 1960 | Jeux olympiques       | Rome      | 6e       | 400 m haies | 51 s 11      |
| 1962 | Championnats d'Europe | Belgrade  | 3e       | 4 x 400 m   | 3 min 07 s 0 |

### Records
| Épreuve          | Performance | Lieu | Date |
| ---------------- | ----------- | ---- | ---- |
| 400 mètres haies | 51 s 11     | Rome | 1960 |